# Ivo Nevřelý
Ivo Nevřelý OFM (?- 1664), někdy též Ivo Neuzöda byl český františkán, kazatel a zejména lidový misionář. Je řazen mezi nejúspěšnější katolické misionáře 17. století v Čechách, podle souodbých pramenů „obrátil mnoho bludařů“, tj. protestantů. Působil na tehdy dominantně protestantském Turnovsku s dalšími františkány Jeronýmem ze Žatce a Jeronýmem Latzem, kam je s pomocí kardinála Harracha povolal 17. ledna 1651 nejvyšší zemský komoří a císařský rada hrabě Maxmilián z Waldsteina a Vartenberka († 1655), který řeholníky finančně zajistil a před dokončení kláštera v Turnově je usídlil na svém statku v Nudvojovicích. Spolu s Jeronýmem Latzem údajně působil také na Bechyňsku, když nejspíš pobývali v tamějším klášteře. Zemřel 17. září 1664 v Hájku v „pověsti svatosti.“